# Trichocera tenuistylus
Trichocera tenuistylus är en tvåvingeart som beskrevs av Jaroslav Stary och Geiger 1995. Trichocera tenuistylus ingår i släktet Trichocera och familjen vintermyggor.
Artens utbredningsområde är Schweiz. Inga underarter finns listade i Catalogue of Life.